# Charles Willeford
Charles Willeford (født 2. januar 1919, død 27. marts 1988) var en forfatter fra USA.
I 2017 skrev Klassekampen, at Willefords bog The Burnt Orange Heresy (1971) har påvirket Audun Mortensens bog Samleren; Flamme Forlag har indgået en aftale med boet efter Charles Willeford om, at alle indtægter fra salget af bogen vil gå til Willefords efterkommere.

## Filmatiseringer af romaner af Willeford
- Cockfighter
- Miami Blues
- The Woman Chaser.